# Obednik
Obednik (mac. Обедник) – wieś w Macedonii Północnej położona w gminie Demir Hisar.
Według danych z 2002 roku wieś zamieszkiwały 273 osoby (142 mężczyzn i 131 kobiet) w 73 domostwach (w 97 mieszkaniach). Ponad połowa mieszkańców (139) była narodowości albańskiej, a 134 osoby były narodowości macedońskiej.